# Teatro Olimpico
A Teatro Olimpico Vicenza színháza, amelyet Andrea Palladio tervezett. Úgy tartják, ez az első példája a modern kori fedett színháznak, amely emellett teljesen megfelel az antik színház építési szabályainak.
A színházat a vicenzai Accademia Olimpica rendelte meg 1580-ban a város keleti részére. Az építés még abban az évben elkezdődött, és az épületet 1585. március 3-án avatták fel, miután a Vincenzo Scamozzi által tervezett híres díszletek elkészültek. Ezek a reneszánsz kori szerkezetek az egyetlenek a világon, amelyek épségben fennmaradtak napjainkig, és a Teatro Olimpico a legidősebb ma is fennálló reneszánsz színház.
A Teatro Olimpico Palladio utolsó műve, és legnevezetesebb mesterműveinek egyike. A vicenzai építész 1579-ben tért vissza szülővárosába, s magával hozta azoknak a hosszú tanulmányoknak az eredményeit a klasszikus színházakról, amelyek Vitruvius De architectura című művén és a római romok személyes vizsgálatán alapultak.
Palladio, az Accademia Olimpica egyik alapítója, (1555-ben alapították) már tervezett átmeneti színjátszóhelyeket a város különféle pontjain, amíg 1579-ben az akadémia megszerezte a koncessziót egy telekre, ahol egy állandó színházat építhettek. Itt egy öreg középkori erőd állt, amelyet addig börtönként és lőporraktárként hasznosítottak.
Palladio, mint ahogy minden munkájában erre törekedett, a színház tervezésénél is perspektivikusan rafinált szerkezetet hozott létre. Tervrajza a franciaországi Orange ókori római színházának rekonstrukcióján alapul. Az 1000 nézőt befogadó nézőtér ovális és lépcsőzetesen emelkedik. A színpad előterét egy diadalív alkotja, amelyet az Accademia Olimpica előkelő tagjainak szobrai díszítenek. A színpadon három kapun keresztül a képzeletbeli tér perspektivikusan kialakított házai láthatóak.

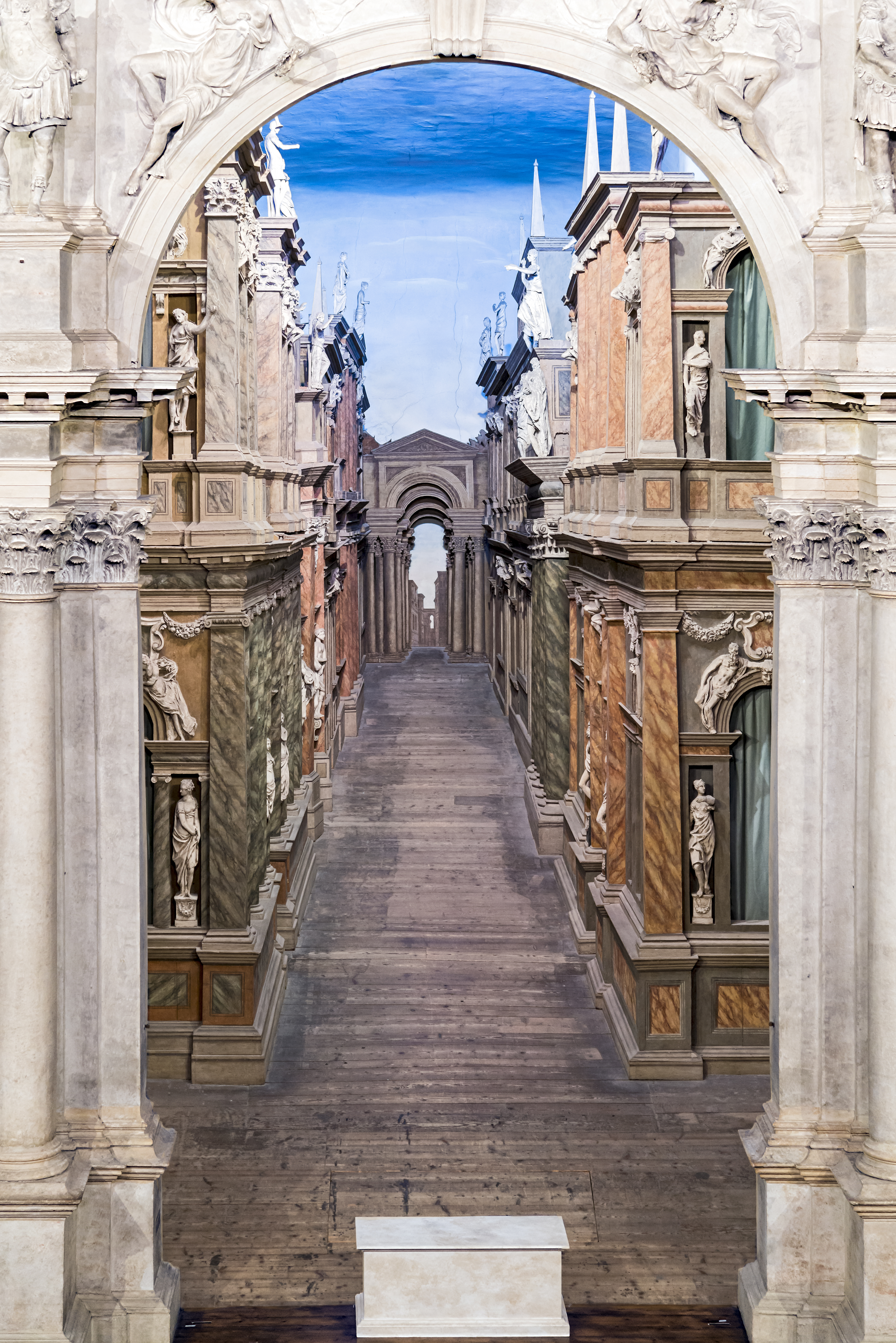
A Scamozzi által tervezett színpadkép

Palladio kevéssel a munkák kezdete után meghalt. Mindazonáltal továbbra is tudtak alapozni a vázlataira és rajzaira, és 1584-ben az erkély, a loggia és az előtér kész volt. Palladio nem hagyott hátra látványterveket a díszletek elkészítéséhez, ezért ezzel egy másik vicenzai építészt, Vincenzo Scamozzit bízták meg. Szintén Scamozzi volt a felelős az Odèo és az Antiodèo termekért, az eredeti bejárati portálokért.
A színházat Szophoklész Oidipusz király című drámájának előadásával nyitották meg 1585. március 3-án. Mindazonáltal a színházat gyakorlatilag néhány előadás után elhagyták. A fából és stukkóból ideiglenes használatra készült díszleteket soha nem távolították el: a bombázások és egyéb viszontagságok ellenére csodálatosan megmaradtak napjainkig. Más Palladio által tervezett épületekkel együtt a Teatro Olimpico is felkerült az UNESCO világörökség listájára.

## Külső hivatkozások
- A Teatro Olimpico honlapja